# Угриньковцы
Угриньковцы (укр. Угриньківці) — село в Залещицкой городской общине Чортковского района Тернопольской области Украины.
До 2020 года входило в Залещицкий район.
Код КОАТУУ — 6122088701. Население по переписи 2001 года составляло 642 человека.

## Географическое положение
Село Угриньковцы находится на берегу реки Тупа,
выше по течению примыкает село Хартоновцы,
ниже по течению примыкает село Дуплиска.

## История
- 1442 год — дата основания.

## Объекты социальной сферы
- Школа I—II ст.
- Дом культуры.
- Фельдшерско-акушерский пункт.

## Достопримечательности
- Братская могила советских воинов.

## Известные уроженцы
- Рудзкий, Маврикий (1862—1916) — польский астроном, геофизик.